# Sun Studio

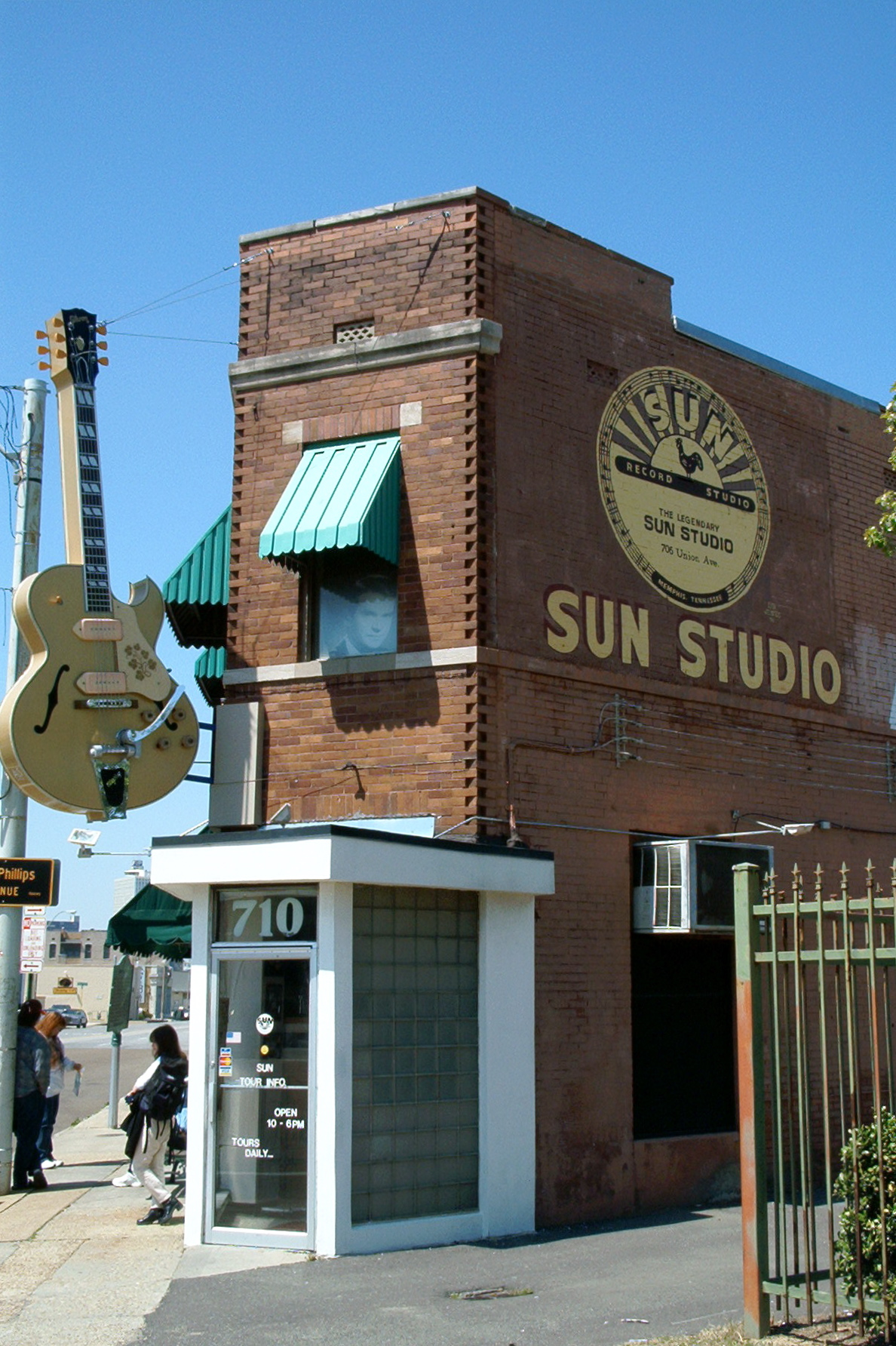
Sun Studio (2002)

Sun Studio är inspelningsstudion där Elvis Presley spelade in sin första skiva. Den öppnades i Memphis, Tennessee den 3 januari 1950 i samma byggnad som Sun Records. Andra artister som spelat in skivor här är Carl Perkins, Jerry Lee Lewis, Johnny Cash, Roy Orbison, B.B. King och U2. Studion är inte numera i kommersiellt bruk för skivbolaget utan fungerar som en turistattraktion, där besökare kan låta spela in egna skivor.